# Phrixgnathus forsteri
Phrixgnathus forsteri är en snäckart som beskrevs av Dell 1952. Phrixgnathus forsteri ingår i släktet Phrixgnathus och familjen punktsnäckor. Inga underarter finns listade i Catalogue of Life.